# Castillo de Melgarejo
Castillo de Melgarejo är ett slott i Spanien.   Det ligger i provinsen Provincia de Cádiz och regionen Andalusien, i den södra delen av landet, 500 km söder om huvudstaden Madrid. Castillo de Melgarejo ligger 59 meter över havet.
Terrängen runt Castillo de Melgarejo är platt, och sluttar västerut. Runt Castillo de Melgarejo är det ganska tätbefolkat, med 149 invånare per kvadratkilometer. Närmaste större samhälle är Jerez de la Frontera, 9,8 km väster om Castillo de Melgarejo. Trakten runt Castillo de Melgarejo består till största delen av jordbruksmark.